# Locomotiva DB V 200.1
La locomotiva V 200.1 della Deutsche Bundesbahn era una locomotiva diesel, progettata dalla Krauss-Maffei come versione potenziata della serie V 200.0.
Fu riclassificata nel 1968 nella serie 221 e rimase in servizio fino al 1988.
Nel 1989 20 macchine dismesse furono cedute alla Organismos Sidirodromon Ellados (Ferrovie Greche), dove furono immatricolate (A)411-430. Furono usate per il servizio passeggeri tra Atene e Salonicco. La manutenzione lasciò però a desiderare, e le macchine, progettate per le linee di pianura, confermarono la scarsa propensione ai percorsi tortuosi e acclivi: già nel 1996 la flotta si era ridotta a due sole unità attive, mentre le altre 18 erano state accantonate come fornitrici di pezzi di ricambio.  Nel 2002 le macchine fecero ritorno in Germania per conto di EBW Cargo. Alcune, restaurate e potenziate, entrarono nella serie 270.

## La V200 nel modellismo
Essendo una locomotiva tedesca, la V200,venne realizzata dalla ditta modellistica connazionale Marklin in scala H0 in molti esemplari, tuttavia anche altre marche come Lima (italiana) e Fleishmann (tedesca) realizzarono una considerevole quantità del modello sempre in scala H0.